# Japan op de Olympische Zomerspelen 2012
Japan nam deel aan de Olympische Zomerspelen 2012 in Londen, Verenigd Koninkrijk.

## Medailleoverzicht
| Sport         | Olympiër | Onderdeel                | Medaille |
| ------------- | --- | ------------------------ | -------- |
| Boksen        | Ryōta Murata | -75kg (m)                | Goud     |
| Gymnastiek    | Kōhei Uchimura | individuele meerkamp (m) | Goud     |
| Judo          | Kaori Matsumoto | -57kg (v)                | Goud     |
| Worstelen     | Tatsuhiro Yonemitsu | -66kg vrije stijl (m)    | Goud     |
| Worstelen     | Hitomi Obara | -48kg vrije stijl (v)    | Goud     |
| Worstelen     | Saori Yoshida | -55kg vrije stijl (v)    | Goud     |
| Worstelen     | Kaori Icho | -63kg vrije stijl (v)    | Goud     |
| Badminton     | Mizuki Fujii Reika Kakiiwa | dubbelspel (v)           | Zilver   |
| Boogschieten  | Takaharu Furukawa | team (m)                 | Zilver   |
| Gewichtheffen | Hiromi Miyake | -48kg (v)                | Zilver   |
| Gymnastiek    | Kōhei Uchimura | vloer (m)                | Zilver   |
| Gymnastiek    | Ryōhei Katō Kazuhito Tanaka Yusuke Tanaka Kōhei Uchimura Koji Yamamuro | meerkamp team (m)        | Zilver   |
| Judo          | Hiroaki Hiraoka | -60kg (m)                | Zilver   |
| Judo          | Riki Nakaya | -73kg (m)                | Zilver   |
| Judo          | Mika Sugimoto | +78kg (v)                | Zilver   |
| Schermen      | Suguru Awaji Kenta Chida Ryo Miyake Yuki Ota | floret team (m)          | Zilver   |
| Tafeltennis   | Ai Fukuhara Sayaka Hirano Kasumi Ishikawa | team (v)                 | Zilver   |
| Voetbal       | Miho Fukumoto Ayumi Kaihori Yukari Kinga Azusa Iwashimizu Saki Kumagai Aya Sameshima Kyoko Yano Mizuho Sakaguchi Aya Miyama Nahomi Kawasumi Homare Sawa Asuna Tanaka Kozue Ando Shinobu Ohno Karina Maruyama Megumi Takase Mana Iwabuchi Yūki Ōgimi | vrouwen                  | Zilver   |
| Zwemmen       | Ryosuke Irie | 200m rugslag (m)         | Zilver   |
| Zwemmen       | Takuro Fujii Ryosuke Irie Kosuke Kitajima Takeshi Matsuda | 4x100m wisselslag (m)    | Zilver   |
| Zwemmen       | Satomi Suzuki | 200m schoolslag (v)      | Zilver   |
| Atletiek      | Koji Murofushi | kogelslingeren (m)       | Brons    |
| Boksen        | Satoshi Shimizu | -56kg (m)                | Brons    |
| Boogschieten  | Ren Hayakawa Miki Kanie Kaori Kawanaka | team (v)                 | Brons    |
| Judo          | Masashi Ebinuma | -66kg (m)                | Brons    |
| Judo          | Masashi Nishiyama | -90kg (m)                | Brons    |
| Judo          | Yoshie Ueno | -63kg (v)                | Brons    |
| Volleybal     | Hitomi Nakamichi Yoshie Takeshita Mai Yamaguchi Erika Araki Kaori Inoue Maiko Kano Yuko Sano Ai Otomo Risa Shinnabe Saori Sakoda Yukiko Ebata Saori Kimura                                                                                          | zaal (v)                 | Brons    |
| Worstelen     | Ryūtarō Matsumoto | -60kg Grieks-Romeins (m) | Brons    |
| Worstelen     | Shinichi Yumoto | -55kg vrije stijl (m)    | Brons    |
| Zwemmen       | Ryosuke Irie | 100m rugslag (m)         | Brons    |
| Zwemmen       | Ryo Tateishi | 200m schoolslag (m)      | Brons    |
| Zwemmen       | Takeshi Matsuda | 200m vlinderslag (m)     | Brons    |
| Zwemmen       | Kosuke Hagino | 400m wisselslag (m)      | Brons    |
| Zwemmen       | Aya Terakawa | 100m rugslag (v)         | Brons    |
| Zwemmen       | Satomi Suzuki | 100m schoolslag (v)      | Brons    |
| Zwemmen       | Natsumi Hoshi | 200m vlinderslag (v)     | Brons    |
| Zwemmen       | Yuka Kato Satomi Suzuki Aya Terakawa Haruka Ueda | 4x100m wisselslag (v)    | Brons    |

## Deelnemers en resultaten
(m) = mannen, (v) = vrouwen
Het overzicht van de deelnemers en hun resultaten volgt.

### Atletiek
| Olympiër                                                                 | Onderdeel                | Resultaat | Prestatie                                                    |
| ------------------------------------------------------------------------ | ------------------------ | --------- | ------------------------------------------------------------ |
| Masashi Eriguchi                                                         | 100m (m)                 | 32e       | serie 2: 6de in 10,30                                        |
| Ryota Yamagata                                                           | 100m (m)                 | 14e       | serie 6: 2de in 10,07 halve finale 3: 6de in 10,10           |
| Shota Iizuka                                                             | 200m (m)                 | 36e       | serie 3: 5de in 20,81                                        |
| Shinji Takahira                                                          | 200m (m)                 | 19e       | serie 6: 3de in 20,57 halve finale 3: 6de in 20,77           |
| Kei Takase                                                               | 200m (m)                 | 18e       | serie 7: 2de in 20,72 halve finale 1: 8ste in 20,70          |
| Yuzo Kanemaru                                                            | 400m (m)                 | 28e       | serie 5: 4de in 46,01                                        |
| Masato Yokota                                                            | 800m (m)                 | 36e       | serie 5: 4de in 1.48,48                                      |
| Yuki Sato                                                                | 5000m (m)                | 26e       | serie 1: 11de in 13.38,22                                    |
| Yuki Sato                                                                | 10000m (m)               | 22e       | 28.44,06                                                     |
| Takayuki Kishimoto                                                       | 400m horden (m)          | DSQ       | serie 1: gediskwalificeerd                                   |
| Akihiko Nakamura                                                         | 400m horden (m)          | DSQ       | serie 2: gediskwalificeerd                                   |
| Tetsuya Tateno                                                           | 400m horden (m)          | 26e       | serie 6: 4de in 49,95                                        |
| Masashi Eriguchi Shota Iizuka Takumi Kuki Shinji Takahira Ryota Yamagata | 4x100m (m)               | 5e        | serie 2: 2de in 38,07 finale: 5de in 38,35                   |
| Yoshihiro Azuma Yuzo Kanemaru Hiroyuki Nakano Kei Takase                 | 4x400m (m)               | 11e       | serie 2: 5de in 3.03,86                                      |
| Arata Fujiwara                                                           | marathon (m)             | 45e       | 2:19.11                                                      |
| Kentaro Nakamoto                                                         | marathon (m)             | 6e        | 2:11.16                                                      |
| Ryo Yamamoto                                                             | marathon (m)             | 40e       | 2:18.34                                                      |
| Isamu Fujisawa                                                           | 20km snelwandelen (m)    | 18e       | 1:21.48                                                      |
| Takumi Saito                                                             | 20km snelwandelen (m)    | 25e       | 1:22.43                                                      |
| Yusuke Suzuki                                                            | 20km snelwandelen (m)    | 36e       | 1:23.53                                                      |
| Koichiro Morioka                                                         | 50km snelwandelen (m)    | 10e       | 3:43.14                                                      |
| Takayuki Tanii                                                           | 50km snelwandelen (m)    | DNF       | niet gefinisht                                               |
| Yuki Yamazaki                                                            | 50km snelwandelen (m)    | DSQ       | gediskwalificeerd                                            |
| Seito Yamamoto                                                           | polsstokhoogspringen (m) | DNF       | kwalificatie groep A: geen geldige poging                    |
| Genki Dean                                                               | speerwerpen (m)          | 9e        | kwalificatie groep B: 3de met 82,07m finale: 9de met 79,95m  |
| Yukifumi Murakami                                                        | speerwerpen (m)          | 24e       | kwalificatie groep A: 14de met 77,80m                        |
| Koji Murofushi                                                           | kogelslingeren (m)       | Brons     | kwalificatie groep A: 1ste met 78,48m finale: 3de met 78,71m |
| Keisuke Ushiro                                                           | tienkamp (m)             | 20e       | 7842 punten                                                  |
|                                                                          |                          |           |                                                              |
| Chisato Fukushima                                                        | 100m (v)                 | 32e       | serie 5: 5de in 11,41                                        |
| Chisato Fukushima                                                        | 200m (v)                 | 48e       | serie 3: 7de in 24,14                                        |
| Kayoko Fukushi                                                           | 5000m (v)                | 17e       | serie 1: 8ste in 15.09,31                                    |
| Hitomi Niiya                                                             | 5000m (v)                | 18e       | serie 2: 10de in 15.10,20                                    |
| Mika Yoshikawa                                                           | 5000m (v)                | 23e       | serie 2: 13de in 15.16,77                                    |
| Kayoko Fukushi                                                           | 10000m (v)               | 10e       | 31.10,35                                                     |
| Hitomi Niiya                                                             | 10000m (v)               | 9e        | 30.59,19                                                     |
| Mika Yoshikawa                                                           | 10000m (v)               | 16e       | 31.47,67                                                     |
| Ayako Kimura                                                             | 100m horden (v)          | 34e       | serie 1: 7de in 13,75                                        |
| Satomi Kubokura                                                          | 400m horden (v)          | 20e       | serie 5: 5de in 55,85 halve finale 3: 8ste in 56,25          |
| Anna Doi Chisato Fukushima Kana Ichikawa Yumeka Sano Momoko Takahashi    | 4x100m (v)               | 15e       | serie 1: 8ste in 44,25                                       |
| Ryoko Kizaki                                                             | marathon (v)             | 16e       | 2:26.17                                                      |
| Yoshimi Ozaki                                                            | marathon (v)             | 19e       | 2:27.43                                                      |
| Risa Shigetomo                                                           | marathon (v)             | 79e       | 2:40.06                                                      |
| Masumi Fuchise                                                           | 20km snelwandelen (v)    | 11e       | 1:28.41                                                      |
| Mayumi Kawasaki                                                          | 20km snelwandelen (v)    | 18e       | 1:30.20                                                      |
| Kumi Otoshi                                                              | 20km snelwandelen (v)    | 37e       | 1:33.50                                                      |
| Tomomi Abiko                                                             | polsstokhoogspringen (v) | 19e       | kwalificatie groep A: 11de met 4,25m                         |
| Yuki Ebihara                                                             | speerwerpen (v)          | 16e       | kwalificatie groep B: 7de met 59,25m                         |

### Badminton
| Olympiër                     | Onderdeel      | Resultaat | Prestatie |
| ---------------------------- | -------------- | --------- | --- |
| Sho Sasaki                   | enkelspel (m)  | 5e        | groep N: 1ste W van SUR Soeroredjo: 2-0 (21-12, 21-7) 2de ronde: W van GUA Cordón: 2-0 (23-21, 21-10) kwartfinale: V van CHN Lin: 1-2 (12-21, 21-16, 16-21) |
| Kenichi Tago                 | enkelspel (m)  | 17e       | groep C: 2de V van SRI Karunaratne: 0-2 (18-21, 16-21) |
| Naoki Kawamae Shoji Sato     | dubbelspel (m) | 9e        | groep D: 3de V van MAS Koo/Tan: 0-2 (12-21, 14-21) W van KOR Jung/Lee: 0-2 (16-21, 15-21) W van USA Bach/Gunawan: 2-0 (21-15, 21-15) |
|                              |                |           | |
| Sayaka Sato                  | enkelspel (v)  | 9e        | groep H: 1ste W van SLO Tvrdy: 2-0 (22-20, 21-18) W van GBR Egelstaff: 2-1 (18-21, 21-16, 21-12) 2de ronde: V van DEN Baun: 15-14, opgave |
| Mizuki Fujii Reika Kakiiwa   | dubbelspel (v) | Zilver    | groep B: 3de W van IND Gutta/Ponnappa: 2-0 (21-16, 21-18) V van TPE Cheng/Chien: 0-2 (19-21, 11-21) W van SIN Sari/Yao: 2-1 (16-21, 21-10, 21-19) kwartfinale: W van DEN Juhl/Pedersen: 2-0 (22-20, 21-10) halve finale: W van CAN Bruce/Li: 2-1 (21-12, 19-21, 21-13) finale: V van CHN Tian/Zhao: 0-2 (10-21, 23-25) |
| Miyuki Maeda Satoko Suetsuna | dubbelspel (v) | 9e        | groep D: 3de W van DEN Juhl/Pedersen: 2-1(18-21, 21-14, 21-17) W van HKG Poon/Tse: 2-0 (21-15, 21-19) V van CHN Tian/Zhao: 0-2 (16-21, 17-21) |
|                              |                |           | |
| Mizuki Fujii Reika Kakiiwa   | dubbelspel (g) | 9e        | groep B:' 3de W van CAN Ng/Gao: 2-1 (21-10, 11-21, 21-15) V van POL Mateusiak/Zieba: 0-2 (18-21, 20-22) V van DEN Pedersen/Nielsen: 0-2 (11-21, 10-21) |

### Boksen
| Olympiër        | Onderdeel | Resultaat | Prestatie |
| --------------- | --------- | --------- | --- |
| Katsuaki Susa   | -52kg (m) | 17e       | 1ste ronde: V van CUB Ramírez: 13-14 |
| Satoshi Shimizu | -56kg (m) | Brons     | 1ste ronde: W van GHA Dogboe: 10-9 2de ronde: W van AZE Abdulhamidov: scheidsrechterlijke beslissing kwartfinale: W van ALG Ouadahi: 17-15 halve finale: V van GBR Campbell: 11-20 |
| Yasuhiro Suzuki | -69kg (m) | 9e        | 1ste ronde: W van MAR Khalsi: 14-13 2de ronde: V van KAZ Sapijev: 11-25 |
| Ryota Murata    | -75kg (m) | Goud      | 1ste ronde: vrij 2de ronde: W van ALG Rahouo: 21-12 kwartfinale: W van TUR Kılıçcı: 17-13 halve finale: W van UZB Atoev: 13-12 finale: W van BRA Falcão: 14-13                     |

### Boogschieten
| Olympiër                                   | Onderdeel       | Resultaat | Prestatie |
| ------------------------------------------ | --------------- | --------- | --- |
| Takaharu Furukawa                          | individueel (m) | Zilver    | plaatsingsronde: 5de met 679 punten 1ste ronde: W van HKG Lee: 6-4 2de ronde: W van UKR Hrachov: 6-4 3de ronde: W van NOR Nesteng: 6-2 kwartfinale: W van MAS Mohamad: 6-2 halve finale: W van NED van der Ven: 6-5 finale: V van KOR Oh: 1-7 |
| Yu Ishizu                                  | individueel (m) | 33e       | plaatsingsronde: 15de met 671 punten 1ste ronde: V van GBR Terry: 1-7 |
| Hideki Kikuchi                             | individueel (m) | 33e       | plaatsingsronde: 44ste met 659 punten 1ste ronde: V van NOR Nesteng: 5-6 |
| Takaharu Furukawa Yu Ishizu Hideki Kikuchi | individueel (m) | 5e        | plaatsingsronde: 5de met 2009 punten 1ste ronde: W van Indonesië: 214-214 (29-27) kwartfinale: V van Verenigde Staten: 219-220 |
|                                            |                 |           | |
| Ren Hayakawa                               | individueel (v) | 9e        | plaatsingsronde: 16de met 654 punten 1ste ronde: W van SWE Bjerendal: 6-4 2de ronde: W van RUS Stepanova: 7-3 3de ronde: V van KOR Ki: 0-6 |
| Yu Ishizu                                  | individueel (v) | 9e        | plaatsingsronde: 6de met 665 punten 1ste ronde: W van UKR Dorokhova: 7-1 2de ronde: W van CHN Xu: 6-0 3de ronde: V van MEX Román: 3-7 |
| Hideki Kikuchi                             | individueel (v) | 33e       | plaatsingsronde: 28ste met 646 punten 1ste ronde: V van FRA Schuh: 2-6 |
| Ren Hayakawa Miki Kanie Kaori Kawanaka     | team (v)        | Brons     | plaatsingsronde: 5de met 1965 punten 1ste ronde: W van Oekraïne: 207-192 kwartfinale: W van Mexico: 219-209 halve finale: V van Zuid-Korea: 206-221 bronzen finale: W van Rusland: 209-207                                                    |

### Gewichtheffen
| Olympiër        | Onderdeel  | Resultaat | Prestatie                                                    |
| --------------- | ---------- | --------- | ------------------------------------------------------------ |
| Kazuomi Ota     | +105kg (m) | 13e       | trekken: 13de met 185kg stoten: 13de met 215kg totaal: 400kg |
|                 |            |           |                                                              |
| Hiromi Miyake   | -48kg (v)  | Zilver    | trekken: 2de met 87kg stoten: 3de met 110kg totaal: 197kg    |
| Honami Mizuochi | -48kg (v)  | 6e        | trekken: 6de met 80kg stoten: 8ste met 96kg totaal: 176kg    |
| Kanae Yagi      | -53kg (v)  | 13e       | trekken: 13de met 82kg stoten: 8ste met 109kg totaal: 191kg  |
| Mami Shimamoto  | +75kg (v)  | 9e        | trekken: 10de met 110kg stoten: 8ste met 143kg totaal: 253kg |

### Gymnastiek
| Olympiër                                                                                | Onderdeel                | Resultaat | Prestatie                                                            |
| Ritmisch                                                                                | Ritmisch                 | Ritmisch  | Ritmisch                                                             |
| --------------------------------------------------------------------------------------- | ------------------------ | --------- | -------------------------------------------------------------------- |
| Natsuki Fukase Airi Hatakeyama Rie Matsubara Rina Miura Nina Saeed-Yokota Kotono Tanaka | team (v)                 | 7e        | kwalificatie: 8ste met 53,025 punten finale: 7de met 54,100 punten   |
| Trampoline                                                                              |                          |           |                                                                      |
| Masaki Ito                                                                              | mannen                   | 4e        | kwalificatie: 4de met 109,810 punten finale: 4de met 60,895 punten   |
| Yasuhiro Ueyama                                                                         | mannen                   | 5e        | kwalificatie: 5de met 109,809 punten finale: 5de met 60,240 punten   |
|                                                                                         |                          |           |                                                                      |
| Ayano Kishi                                                                             | vrouwen                  | 14e       | kwalificatie: 14de met 97,985 punten                                 |
| Turnen                                                                                  |                          |           |                                                                      |
| Kōhei Uchimura                                                                          | individuele meerkamp (m) | Zilver    | kwalificatie: 2de met 15,766 punten finale: 2de met 15,800 punten    |
| Kazuhito Tanaka                                                                         | brug (m)                 | 4e        | kwalificatie: 2de met 15,725 punten finale: 4de met 15,500 punten    |
| Yusuke Tanaka                                                                           | brug (m)                 | 8e        | kwalificatie: 1ste met 15,866 punten finale: 8ste met 15,100 punten  |
| Kazuhito Tanaka                                                                         | individuele meerkamp (m) | 6e        | kwalificatie: 22ste met 86,841 punten finale: 6de met 89,407 punten  |
| Kōhei Uchimura                                                                          | individuele meerkamp (m) | Goud      | kwalificatie: 9de met 89,764 punten finale: 1ste met 92,690 punten   |
| Koji Yamamuro                                                                           | individuele meerkamp (m) | 18e       | kwalificatie: 18de met 87,632 punten                                 |
| Ryōhei Katō Kazuhito Tanaka Yusuke Tanaka Kōhei Uchimura Koji Yamamuro                  | meerkamp team (m)        | Zilver    | kwalificatie: 5de met 270,203 punten finale: 2de met 271,952 punten  |
|                                                                                         |                          |           |                                                                      |
| Koko Tsurumi                                                                            | brug (v)                 | 7e        | kwalificatie: 9de met 15,033 punten finale: 7de met 14,966 punten    |
| Rie Tanaka                                                                              | individuele meerkamp (v) | 16e       | kwalificatie: 27ste met 54,333 punten finale: 16de met 55,632 punten |
| Asuka Teramoto                                                                          | individuele meerkamp (v) | 11e       | kwalificatie: 8ste met 57,865 punten finale: 11de met 57,332 punten  |
| Yu Minobe Yuko Shintake Rie Tanaka Asuka Teramoto Koko Tsurumi                          | meerkamp team (v)        | 8e        | kwalificatie: 6de met 170,196 punten finale: 8ste met 166,646 punten |

### Hockey
| Olympiër | Onderdeel | Resultaat | Prestatie |
| --- | --------- | --------- | --- |
| Sakiyo Asano Nagisa Hayashi Akemi Kato Sachimi Iwao Miyuki Nakagawa Ai Murakami Shiho Otsuka Yukari Yamamoto Aki Mitsuhashi Rika Komazawa Kaori Fujio Akane Shibata Chie Akutsu Keiko Manabe Masako Sato Izuki Ta | vrouwen   | 9e        | groep A: 5de V van Groot-Brittannië: 0-4 V van Nederland: 2-3 V van Zuid-Korea: 0-1 G van België: 1-1 W van China: 1-0 9-10de plek: W van Zuid-Afrika: 2-1 |

| Groep A |                  |             |             |             |             |            |            |            |        |
| #       | Land             | Wedstrijden | Wedstrijden | Wedstrijden | Wedstrijden | Doelpunten | Doelpunten | Doelpunten | Punten |
| #       | Land             | G           | W           | G           | V           | V          | T          | Saldo      | Punten |
| 1       | Nederland        | 5           | 5           | 0           | 0           | 12         | 5          | +7         | 15     |
| 2       | Groot-Brittannië | 5           | 3           | 0           | 2           | 14         | 7          | +7         | 9      |
| 3       | China            | 5           | 2           | 1           | 2           | 6          | 3          | +3         | 7      |
| 4       | Zuid-Korea       | 5           | 2           | 0           | 3           | 9          | 13         | -4         | 6      |
| 5       | Japan            | 5           | 1           | 1           | 3           | 4          | 9          | -5         | 4      |
| 6       | België           | 5           | 0           | 2           | 3           | 2          | 10         | -8         | 2      |

| Ronde       | Datum  | Plaats           | Land | Score       | Land |
| ----------- | ------ | ---------------- | ---- | ----------- | ---- |
| Groepsfase  |        |                  |      |             |      |
| 29 juli     | Londen | Groot-Brittannië | 4-0  | Japan       |      |
| 31 juli     | Londen | Nederland        | 3-2  | Japan       |      |
| 2 augustus  | Londen | Zuid-Korea       | 1-0  | Japan       |      |
| 4 augustus  | Londen | Japan            | 1-1  | België      |      |
| 6 augustus  | Londen | Japan            | 1-0  | China       |      |
| 9-10de plek |        |                  |      |             |      |
| 8 augustus  | Londen | Japan            | 2-1  | Zuid-Afrika |      |

### Judo
| Olympiër          | Onderdeel  | Resultaat | Prestatie |
| ----------------- | ---------- | --------- | --- |
| Hiroaki Hiraoka   | -60kg (m)  | Zilver    | 1ste ronde: vrij 2de ronde: W van GBR McKenzie: waza-ari 3de ronde: W van ISR Arshansky: yuko kwartfinale: W van FRA Milous: yuko halve finale: W van ITA Verde: waza-ari finale: V van RUS Galstyan: ippon                |
| Masashi Ebinuma   | -66kg (m)  | Brons     | 1ste ronde: vrij 2de ronde: W van CAN Mehmedovic: waza-ari 3de ronde: W van KAZ Lim: yuko kwartfinale: W van KOR Cho: koka halve finale: V van GEO Shavdatuashvili: waza-ari bronzen finale: W van POL Pagrodnik: waza-ari |
| Riki Nakaya       | -73kg (m)  | Zilver    | 1ste ronde: vrij 2de ronde: W van BAR Maxwell: waza-ari 3de ronde: W van ISR Palelashvili: waza-ari kwartfinale: W van TJK Boqiev: yuko halve finale: W van NED Elmont: koka finale: V van RUS Isaev: yuko                 |
| Takahiro Nakai    | -81kg (m)  | 5e        | 1ste ronde: vrij 2de ronde: W van ZAM Munyonga: ippon 3de ronde: W van MDA Toma: waza-ari kwartfinale: V van GER Bischof: ippon herkansingen: W van BRA Guilhero: yuko bronzen finale: V van RUS Nifontov: waza-ari        |
| Masashi Nishiyama | -90kg (m)  | Brons     | 1ste ronde: W van KGZ Mamedov: waza-ari 2de ronde: W van KAZ Bolat: yuko kwartfinale: V van KOR Song: waza-ari herkansingen: W van UZB Choriev: beslissing bronzen finale: W van RUS Denisov: beslissing                   |
| Takamasa Anai     | -100kg (m) | 9e        | 1ste ronde: W van GBR Austin: waza-ari 2de ronde: V van TCH Krpálek: ippon |
| Daiki Kamikawa    | +100kg (m) | 9e        | 1ste ronde: W van GUA Castillo: waza-ari 2de ronde: V van BLR Makarau: yuko |
|                   |            |           | |
| Tomoko Fukumi     | -48kg (v)  | 5e        | 1ste ronde: W van ESP Blanco: waza-ari 2de ronde: W van GBR Edwards: yuko kwartfinale: W van ARG Pareto: yuko halve finale: V van ROU Dumitru: waza-ari bronzen finale: V van HUN Csernoviczki: ippon                      |
| Misato Nakamura   | -52kg (v)  | 9e        | 1ste ronde: vrij 2de ronde: V van PRK An: waza-ari |
| Kaori Matsumoto   | -57kg (v)  | Goud      | 1ste ronde: W van SLO Đukić: yuko 2de ronde: W van AZE Gasimova: yuko kwartfinale: W van ITA Quintavalle: yuko halve finale: W van FRA Pavia: yuko finale: W van ROU Căprioriu: waza-ari                                   |
| Yoshie Ueno       | -63kg (v)  | Brons     | 1ste ronde: W van IND Chaudhary: ippon 2de ronde: W van CRO Hasanbegović: yuko kwartfinale: V van KOR Joung: yuko herkansingen: W van NED Willeboordse: yuko bronzen finale: W van MGL Mönkhzayaa: yuko                    |
| Haruka Tachimoto  | -70kg (v)  | 7e        | 1ste ronde: vrij 2de ronde: W van CUB Cortés: koka kwartfinale: V van CHN Chen: beslissing herkansingen: V van NED Bosch: yuko                                                                                             |
| Akari Ogata       | -78kg (v)  | 9e        | 1ste ronde: W van KOR Jeong: koka 2de ronde: V van NED Verkerk: yuko |
| Mika Sugimoto     | +78kg (v)  | Zilver    | 1ste ronde: vrij 2de ronde: W van VEN Blanco: waza-ari kwartfinale: W van BRA Altheman: waza-ari halve finale: W van GBR Bryant: yuko finale: V van CUB Ortiz: koka                                                        |

### Kanovaren
| Olympiër                            | Onderdeel    | Resultaat | Prestatie                                                                     |
| Slalom                              | Slalom       | Slalom    | Slalom                                                                        |
| ----------------------------------- | ------------ | --------- | ----------------------------------------------------------------------------- |
| Takuya Haneda                       | C-1 (m)      | 7e        | voorronde: 3de in 92,72 finale: 7de in 110,62                                 |
| Kazuki Yazawa                       | K-1 (m)      | 9e        | voorronde: 15de in 92,57 finale: 9de in 104,44                                |
|                                     |              |           |                                                                               |
| Moe Kaifuchi                        | K-1 (v)      | 19e       | voorronde: 19de in 121,29                                                     |
| Vlakwater                           |              |           |                                                                               |
| Naoya Sakamoto                      | C-1 200m (m) | 7e        | serie 1: 3de in 41,528 halve finale 3: 3de in 41,771 finale: 7de in 44,699    |
| Momotaro Matsushita                 | K-1 200m (m) | 11e       | serie 1: 3de in 36,096 halve finale 1: 7de in 37,201 finale B: 3de in 38,040  |
| Momotaro Matsushita Hiroki Watanabe | K-2 200m (m) | 10e       | serie 2: 6de in 34,669 finale B: 2de in 35,739                                |
|                                     |              |           |                                                                               |
| Shinobu Kitamoto                    | K-1 200m (v) | 13e       | serie 4: 1ste in 42,007 halve finale 2: 3de in 41,816 finale B: 5de in 45,387 |
| Shinobu Kitamoto Asumi Ōmura        | K-2 500m (v) | 17e       | serie 2: 6de in 1.47,323                                                      |

### Moderne vijfkamp
| Olympiër       | Onderdeel | Resultaat | Prestatie   |
| -------------- | --------- | --------- | ----------- |
| Shinichi Tomii | mannen    | 22e       | 5552 punten |
|                |           |           |             |
| Narumi Kurosu  | vrouwen   | 34e       | 4060 punten |
| Shino Yamanaka | vrouwen   | 30e       | 4828 punten |

### Paardensport
| Olympiër                                                                  | Onderdeel   | Resultaat | Prestatie                                                               |
| Dressuur                                                                  | Dressuur    | Dressuur  | Dressuur                                                                |
| ------------------------------------------------------------------------- | ----------- | --------- | ----------------------------------------------------------------------- |
| Hiroshi Hoketsu                                                           | individueel | 40e       | Grand Prix: 40ste met 68,739%                                           |
| Eventing                                                                  |             |           |                                                                         |
| Atsushi Negishi                                                           | individueel | 39e       | 88,00 strafpunten                                                       |
| Yoshiaki Oiwa                                                             | individueel | DNF       | niet gefinisht                                                          |
| Kenki Sato                                                                | individueel | DNF       | niet gefinisht                                                          |
| Toshiyuki Tanaka                                                          | individueel | 48e       | 119,00 strafpunten                                                      |
| Takayuki Yumira                                                           | individueel | DNF       | niet gefinisht                                                          |
| Atsushi Negishi Yoshiaki Oiwa Kenki Sato Toshiyuki Tanaka Takayuki Yumira | team        | 12e       | 1207,00 strafpunten                                                     |
| Springconcours                                                            |             |           |                                                                         |
| Taizo Sugitani                                                            | individueel | 33e       | kwalificatie: 26ste met 12 strafpunten finale: 33ste met 14 strafpunten |
| Reiko Takeda                                                              | individueel | 71e       | kwalificatie: 71ste met 22 strafpunten                                  |

### Roeien
| Olympiër                      | Onderdeel              | Resultaat | Prestatie |
| ----------------------------- | ---------------------- | --------- | --- |
| Daisaku Takeda Kazushige Ura  | lichte dubbel-twee (m) | 12e       | serie 4: 3de in 6.45,01 herkansingen: 2de in 6.39,81 halve finale 1: 6de in 6.48,61 finale B: 6de in 6.48,27    |
|                               |                        |           | |
| Haruna Sakakibara             | skiff (v)              | 23e       | serie 4: 4de in 7.52,98 kwartfinale 4: 5de in 8.12,26 halve finale C/D: 5de in 8.05,65 finale D: 5de in 8.42,90 |
| Atsumi Fukumoto Akiko Iwamoto | lichte dubbel-twee (v) | 12e       | serie 3: 3de in 7.30,29 herkansingen: 3de in 7.23,79 halve finale 2: 6de in 7.34,23 finale B: 6de in 7.32,12    |

### Schermen
| Olympiër                                                  | Onderdeel       | Resultaat | Prestatie |
| --------------------------------------------------------- | --------------- | --------- | --- |
| Kenta Chida                                               | floret (m)      | 17e       | 1ste ronde: vrij 2de ronde: V van FRA Sintès: 11-15                                                                               |
| Ryo Miyake                                                | floret (m)      | 17e       | 1ste ronde: vrij 2de ronde: V van ITA Baldini: 6-15                                                                               |
| Yuki Ota                                                  | floret (m)      | 9e        | 1ste ronde: vrij 2de ronde: W van GER Kleibrink: 15-5 3de ronde: V van ITA Cassarà: 14-15                                         |
| Suguru Awaji Kenta Chida Ryo Miyake Yuki Ota              | floret team (m) | Zilver    | 1ste ronde: W van China: 45-30 halve finale: W van Duitsland: 41-40 finale: V van Italië: 39-45                                   |
|                                                           |                 |           | |
| Nozomi Nakano                                             | degen (v)       | 17e       | 1ste ronde: vrij 2de ronde: V van ITA Fiamingo: 11-15                                                                             |
| Kanae Ikehata                                             | floret (v)      | 5e        | 1ste ronde: vrij 2de ronde: W van POL Gruchała: 9-8 3de ronde: W van FRA Thibus: 15-11 kwartfinale: V van KOR Nam: 6-15           |
| Shiho Nishioka                                            | floret (v)      | 17e       | 1ste ronde: W van HKG Hueng: 13-10 2de ronde: V van ITA Vezzali: 8-14                                                             |
| Chieko Sugawara                                           | floret (v)      | 5e        | 1ste ronde: vrij 2de ronde: W van KOR Jeon: 15-13 3de ronde: W van FRA Maîtrejean: 15-9 kwartfinale: V van ITA Di Francisca: 9-15 |
| Kanae Ikehata Kyomi Hirata Shiho Nishioka Chieko Sugawara | floret team (v) | 7e        | 1ste ronde: V van Rusland: 17-45 5-8ste plek: V van Verenigde Staten: 22-44 7-8ste plek: W van Groot-Brittannië: 30-21            |
| Seira Nakayama                                            | sabel (v)       | 5e        | 1ste ronde: W van FRA Perrus: 15-12 2de ronde: V van USA Zagunis: 9-15                                                            |

### Schietsport
| Olympiër         | Onderdeel                  | Resultaat | Prestatie                                               |
| ---------------- | -------------------------- | --------- | ------------------------------------------------------- |
| Midori Yajima    | 10m luchtgeweer (m)        | 38e       | kwalificatie: 38ste met 589 punten (97-98-99-98-99-99)  |
| Midori Yajima    | 50m geweer 3 houdingen (m) | 39e       | kwalificatie: 39ste met 1148 punten (394-367-387)       |
| Midori Yajima    | 50m geweer liggend (m)     | 33e       | kwalificatie: 33ste met 590 punten (98-98-100-98-97-99) |
| Tomoyuki Matsuda | 50m pistool (m)            | 11e       | kwalificatie: 11ste met 559 punten (94-90-96-92-93-94)  |
| Tomoyuki Matsuda | 10m luchtpistool (m)       | 13e       | kwalificatie: 13de met 581 punten (98-94-97-97-97-98)   |
|                  |                            |           |                                                         |
| Yukari Konishi   | 25m pistool (v)            | 31e       | kwalificatie: 31ste met 574 punten (282-292)            |
| Yukari Konishi   | 10m luchtpistool (v)       | 31e       | kwalificatie: 31ste met 577 punten (93-95-94-95)        |
| Yukie Nakayama   | trap (v)                   | 15e       | kwalificatie: 15de met 65 punten (20-23-22)             |

### Schoonspringen
| Olympiër     | Onderdeel     | Resultaat | Prestatie                                                              |
| ------------ | ------------- | --------- | ---------------------------------------------------------------------- |
| Mai Nakagawa | 10m toren (v) | 18e       | voorronde: 8ste met 327,65 punten halve finale: 18de met 260,05 punten |

### Synchroonzwemmen
| Olympiër | Onderdeel | Resultaat | Prestatie                                                           |
| --- | --------- | --------- | ------------------------------------------------------------------- |
| Yukiko Inui Chisa Kobayashi                                                                                               | duet      | 5e        | kwalificatie: 5de met 186,400 punten finale: 5de met 186,740 punten |
| Yumi Adachi Aika Hakoyama Yukiko Inui Mayo Itoyama Chisa Kobayashi Risako Mitsui Mai Nakamura Mariko Sakai Kurumi Yoshida | team      | 5e        | 187,630 punten                                                      |

### Taekwondo
| Olympiër       | Onderdeel | Resultaat | Prestatie |
| -------------- | --------- | --------- | --- |
| Erika Kasahara | -49kg (v) | 7e        | voorronde: W van PNG Tona: 12-0 kwartfinale: V van CHN Wu: 0-14 herkansingen: V van GUA Zamora: 2-6                                                     |
| Mayu Hamada    | -57kg (v) | 5e        | voorronde: W van CRO Zaninović: 14-11 kwartfinale: V van GBR Jones: 3-13 herkansingen: W van SRB Gladović: 15-2 bronzen finale: V van FRA Harnois: 8-12 |

### Tafeltennis
| Olympiër                                  | Onderdeel     | Resultaat | Prestatie |
| ----------------------------------------- | ------------- | --------- | --- |
| Seiya Kishikawa                           | enkelspel (m) | 5e        | voorronde: vrij 1ste ronde: vrij 2de ronde: vrij 3de ronde: W van GRE Gionis: 4-3 (11-7, 7-11, 11-9, 8-11, 11-7, 8-11, 12-10) 4de ronde: W van KOR Oh: 4-1 (11-8, 11-6, 11-8, 7-11, 11-8) kwartfinale: V van CHN Wang: 0-4 (4-11, 5-11, 3-11, 5-11) |
| Jun Mizutani                              | enkelspel (m) | 9e        | voorronde: vrij 1ste ronde: vrij 2de ronde: vrij 3de ronde: W van EGY Lashin: 4-1 (11-4, 9-11, 11-9, 11-5, 11-6) 4de ronde: V van DEN Maze: 0-4 (7-11, 6-11, 4-11, 6-11) |
| Seiya Kishikawa Jun Mizutani Koki Niwa    | team (m)      | 5e        | 1ste ronde: W van Canada: 3-0 kwartfinale: V van Hongkong: 2-3 |
|                                           |               |           | |
| Ai Fukuhara                               | enkelspel (v) | 5e        | voorronde: vrij 1ste ronde: vrij 2de ronde: vrij 3de ronde: W van RUS Tihomirova: 4-0 (11-7, 11-8, 11-9, 11-3) 4de ronde: W van NED Li: 4-3 (11-4, 8-11, 6-11, 6-11, 11-5, 11-8, 11-8) kwartfinale: V van CHN Ding: 0-4 (13-15, 6-11, 6-11, 4-11) |
| Kasumi Ishikawa                           | enkelspel (v) | 4e        | voorronde: vrij 1ste ronde: vrij 2de ronde: vrij 3de ronde: W van AUT Li: 4-2 (11-13, 10-12, 11-7, 12-10, 11-8, 11-5) 4de ronde: W van POL Li: 4-1 (11-8, 11-5, 10-12, 14-12, 11-6) kwartfinale: W van SIN Wang: 4-1 (8-11, 11-5, 11-4, 11-8, 11-4) halve finale: V van CHN Li: 1-4 (5-11, 4-11, 13-11, 6-11, 7-11) bronzen finale: V van SIN Feng: 0-4 (9-11, 6-11, 6-11, 5-11) |
| Ai Fukuhara Sayaka Hirano Kasumi Ishikawa | team (v)      | Zilver    | 1ste ronde: W van Verenigde Staten: 3-0 kwartfinale: W van Duitsland: 3-0 halve finale: W van Singapore: 3-0 finale: V van China: 0-3 |

### Tennis
| Olympiër               | Onderdeel      | Resultaat | Prestatie |
| ---------------------- | -------------- | --------- | --- |
| Tatsuma Ito            | enkelspel (m)  | 33e       | 1ste ronde: V van CAN Raonic: 3-6, 4-6 |
| Kei Nishikori          | enkelspel (m)  | 5e        | 1ste ronde: W van AUS Tomic: 7-6(4), 7-6(4) 2de ronde: W van RUS Davydenko: 4-6, 6-4, 6-1 3de ronde: W van ESP Ferrer: 6-0, 3-6, 6-4 kwartfinale: V van ARG del Potro: 4-6, 6-7(5) |
| Go Soeda               | enkelspel (m)  | 33e       | 1ste ronde: V van CYP Baghdatis: 7-6(6), 6-7(5), 2-6 |
| Kei Nishikori Go Soeda | dubbelspel (m) | 17e       | 1ste ronde: W van SUI Federer/Wawrinka: 7-6(5), 4-6, 4-6 |

### Triatlon
| Olympiër         | Onderdeel | Resultaat | Prestatie |
| ---------------- | --------- | --------- | --------- |
| Yuichi Hosoda    | mannen    | 43e       | 1:51.40   |
| Hirokatsu Tayama | mannen    | 20e       | 1:49.24   |
|                  |           |           |           |
| Mariko Adachi    | mannen    | 14e       | 2:02.04   |
| Juri Ide         | mannen    | 34e       | 2:04.43   |
| Ai Ueda          | mannen    | 39e       | 2:06.34   |

### Voetbal

#### Mannen
| Olympiër | Onderdeel | Resultaat | Prestatie |
| --- | --------- | --------- | --- |
| Olympisch elftal Shunsuke Ando Shuichi Gonda Keigo Higashi Hiroshi Kiyotake Taisuke Muramatsu Kensuke Nagai Takahiro Ogihara Yuki Otsu Manabu Saito Gotoku Sakai Hiroki Sakai Kenyu Sugimoto Daisuke Suzuki Yuhei Tokunaga Takashi Usami Hotaru Yamaguchi Kazuya Yamamura Maya Yoshida | mannen    | 4e        | groep D: 1ste W van Spanje: 1-0 W van Marokko: 1-0 G van Honduras: 0-0 kwartfinale: W van Egypte: 3-0 halve finale: V van Mexico: 1-3 bronzen finale: V van Zuid-Korea: 0-2 |

| Groep D |          |             |             |             |             |            |            |            |        |
| #       | Land     | Wedstrijden | Wedstrijden | Wedstrijden | Wedstrijden | Doelpunten | Doelpunten | Doelpunten | Punten |
| #       | Land     | G           | W           | G           | V           | V          | T          | Saldo      | Punten |
| 1       | Japan    | 3           | 2           | 1           | 0           | 2          | 0          | +2         | 7      |
| 2       | Honduras | 3           | 1           | 2           | 0           | 3          | 2          | +1         | 5      |
| 3       | Marokko  | 3           | 0           | 2           | 1           | 2          | 3          | -1         | 2      |
| 4       | Spanje   | 3           | 0           | 1           | 2           | 0          | 2          | -2         | 1      |

| Ronde          | Datum      | Plaats     | Land | Score    | Land |
| -------------- | ---------- | ---------- | ---- | -------- | ---- |
| Groepsfase     |            |            |      |          |      |
| 26 juli        | Glasgow    | Spanje     | 0-1  | Japan    |      |
| 29 juli        | Newcastle  | Japan      | 1-0  | Marokko  |      |
| 1 augustus     | Coventry   | Japan      | 0-0  | Honduras |      |
| Kwartfinale    |            |            |      |          |      |
| 4 augustus     | Manchester | Japan      | 3-0  | Egypte   |      |
| Halve finale   |            |            |      |          |      |
| 7 augustus     | Londen     | Mexico     | 3-1  | Japan    |      |
| Bronzen finale |            |            |      |          |      |
| 10 augustus    | Cardiff    | Zuid-Korea | 2-0  | Japan    |      |

#### Vrouwen
| Olympiër | Onderdeel | Resultaat | Prestatie |
| --- | --------- | --------- | --- |
| Nationaal elftal Kozue Ando Miho Fukumoto Mana Iwabuchi Azusa Iwashimizu Ayumi Kaihori Nahomi Kawasumi Yukari Kinga Saki Kumagai Karina Maruyama Aya Miyama Yūki Ōgimi Shinobu Ohno Mizuho Sakaguchi Aya Sameshima Homare Sawa Megumi Takase Asuna Tanaka Kyoko Yano | vrouwen   | Zilver    | groep B: 2de W van Canada: 2-1 G van Zweden: 0-0 G van Zuid-Afrika: 0-0 kwartfinale: W van Brazilië: 2-0 halve finale: W van Frankrijk: 2-1 finale: V van Verenigde Staten: 1-2 |

| Groep B |             |             |             |             |             |            |            |            |        |
| #       | Land        | Wedstrijden | Wedstrijden | Wedstrijden | Wedstrijden | Doelpunten | Doelpunten | Doelpunten | Punten |
| #       | Land        | G           | W           | G           | V           | V          | T          | Saldo      | Punten |
| 1       | Zweden      | 3           | 1           | 2           | 0           | 6          | 3          | +3         | 5      |
| 2       | Japan       | 3           | 1           | 2           | 0           | 2          | 1          | +1         | 5      |
| 3       | Canada      | 3           | 1           | 1           | 1           | 6          | 4          | +2         | 4      |
| 4       | Zuid-Afrika | 3           | 0           | 1           | 2           | 1          | 7          | −6         | 1      |

| Ronde        | Datum    | Plaats           | Land | Score       | Land |
| ------------ | -------- | ---------------- | ---- | ----------- | ---- |
| Groepsfase   |          |                  |      |             |      |
| 25 juli      | Coventry | Japan            | 2-1  | Canada      |      |
| 28 juli      | Coventry | Japan            | 0-0  | Zweden      |      |
| 31 juli      | Cardiff  | Japan            | 0-0  | Zuid-Afrika |      |
| Kwartfinale  |          |                  |      |             |      |
| 3 augustus   | Cardiff  | Brazilië         | 0-2  | Japan       |      |
| Halve finale |          |                  |      |             |      |
| 6 augustus   | Londen   | Frankrijk        | 1-2  | Japan       |      |
| Finale       |          |                  |      |             |      |
| 9 augustus   | Londen   | Verenigde Staten | 2-1  | Japan       |      |

### Volleybal

#### Beach
| Olympiër                          | Onderdeel | Resultaat | Prestatie |
| --------------------------------- | --------- | --------- | --- |
| Kentaro Asahi Katsuhiro Shiratori | mannen    | 19e       | groep B: 4de V van USA Dalhausser/Rogers: 0-2 (15-21, 16-21) V van CZE Beneš/Kubala: 1-2 (21-17, 12-21, 7-15) V van ESP Gavira/Herrera: 0-2 (19-21, 20-22) |

#### Indoor
| Olympiër | Onderdeel | Resultaat | Prestatie |
| --- | --------- | --------- | --- |
| Erika Araki Yukiko Ebata Kaori Inoue Maiko Kano Saori Kimura Hitomi Nakamichi Ai Otomo Saori Sakoda Yuko Sano Risa Shinnabe Yoshie Takeshita Mai Yamaguchi | zaal (v)  | Brons     | groep A: 3de W van Algerije: 3-0 (25-15, 25-14, 25-7) V van Italië: 1-3 (22-25, 21-25, 25-20, 22-25) W van Dominicaanse Republiek: 3-0 (25-20, 25-19, 25-23) V van Rusland: 1-3 (25-27, 17-25, 25-20, 19-25) W van Groot-Brittannië: 3-0 (25-19, 25-14, 25-12) kwartfinale: W van China: 3-2 (28-26, 23-25, 25-23, 23-25, 18-16) halve finale: V van Brazilië: 0-3 (18-25, 15-25, 18-25) bronzen finale: W van Zuid-Korea: 3-0 (25-22, 26-24, 25-21) |

| Groep A |                        |             |             |             |      |      |       |           |           |           |        |
| #       | Land                   | Wedstrijden | Wedstrijden | Wedstrijden | Sets | Sets | Sets  | Setpunten | Setpunten | Setpunten | Punten |
| #       | Land                   | G           | W           | V           | V    | T    | Saldo | V         | T         | Saldo     | Punten |
| 1       | Rusland                | 5           | 5           | 0           | 15   | 4    | +11   | 459       | 352       | +107      | 14     |
| 2       | Italië                 | 5           | 4           | 1           | 14   | 5    | +11   | 442       | 368       | +74       | 13     |
| 3       | Japan                  | 5           | 3           | 2           | 11   | 6    | +5    | 401       | 335       | +66       | 9      |
| 4       | Dominicaanse Republiek | 5           | 2           | 3           | 8    | 9    | -3    | 374       | 362       | -12       | 6      |
| 5       | Groot-Brittannië       | 5           | 1           | 4           | 3    | 14   | -11   | 296       | 396       | -101      | 2      |
| 6       | Algerije               | 5           | 0           | 5           | 2    | 15   | -13   | 252       | 410       | -158      | 1      |

| Ronde          | Datum  | Plaats                 | Land | Score      | Land |
| -------------- | ------ | ---------------------- | ---- | ---------- | ---- |
| Groepsfase     |        |                        |      |            |      |
| 28 juli        | Londen | Algerije               | 0-3  | Japan      |      |
| 30 juli        | Londen | Italië                 | 3-1  | Japan      |      |
| 1 augustus     | Londen | Dominicaanse Republiek | 0-3  | Japan      |      |
| 3 augustus     | Londen | Japan                  | 1-3  | Rusland    |      |
| 5 augustus     | Londen | Groot-Brittannië       | 0-3  | Japan      |      |
| Kwartfinale    |        |                        |      |            |      |
| 7 augustus     | Londen | Japan                  | 3-2  | China      |      |
| Halve finale   |        |                        |      |            |      |
| 9 augustus     | Londen | Groot-Brittannië       | 3-0  | Japan      |      |
| Bronzen finale |        |                        |      |            |      |
| 11 augustus    | Londen | Japan                  | 3-0  | Zuid-Korea |      |

### Wielersport
| Olympiër                                         | Onderdeel        | Resultaat | Prestatie |
| Baan                                             | Baan             | Baan      | Baan |
| ------------------------------------------------ | ---------------- | --------- | --- |
| Kazunari Watanabe                                | keirin (m)       | 11e       | 1ste ronde: 6de herkansingen: 1ste 2de ronde: 6de |
| Seiichiro Nakagawa                               | sprint (m)       | 9e        | kwalificatie: 7de in 10,144 1ste ronde serie 6: V van USA Watkins herkansingen: W van POL Zielinski: 10,792 2de ronde: V van FRA Baugé herkansingen: 3de 9-12de plek: 1ste in 10,950 |
| Seiichiro Nakagawa Yudai Nitta Kazunari Watanabe | teamsprint (m)   | 8e        | kwalificatie: 8ste in 44,324 halve finale: V van Groot-Brittannië: 43,964 |
|                                                  |                  |           | |
| Kayono Maeda                                     | sprint (v)       | 13e       | kwalificatie: 17de in 11,600 1ste ronde serie 2: V van AUS Meares herkansingen: 3de                                                                                                  |
| Mountainbike                                     |                  |           | |
| Kohei Yamamoto                                   | mannen           | 27e       | 1:35.26 |
|                                                  |                  |           | |
| Rie Katayama                                     | vrouwen          | 20e       | 1:38.26 |
| Weg                                              |                  |           | |
| Yukiya Arashiro                                  | tijdrit (m)      | 24e       | 55.40,64 |
| Yukiya Arashiro                                  | wegwedstrijd (m) | 48e       | 5:46.37 |
| Fumiyuki Beppu                                   | wegwedstrijd (m) | 22e       | 5:46.05 |
|                                                  |                  |           | |
| Mayuko Hagiwara                                  | wegwedstrijd (v) | DNF       | niet gefinisht |

### Worstelen
| Olympiër            | Onderdeel   | Resultaat   | Prestatie |
| Vrije stijl         | Vrije stijl | Vrije stijl | Vrije stijl |
| ------------------- | ----------- | ----------- | --- |
| Shinichi Yumoto     | -55kg (m)   | Brons       | kwalificatie: vrij 1ste ronde: W van KOR Kim: 3-1 kwartfinale: W van ARM Jaburyan: 3-0 halve finale: V van GEO Khinchegashvili: 1-3 bronzen finale: W van BUL Velikov: 3-1 |
| Kenichi Yumoto      | -60kg (m)   | 5e          | kwalificatie: vrij 1ste ronde: W van CUB Bonne: 3-1 kwartfinale: V van AZE Asgarov: 1-3 herkansingen: W van GER Schleicher: 3-1 bronzen finale: V van USA Scott: 1-3       |
| Tatsuhiro Yonemitsu | -66kg (m)   | Goud        | kwalificatie: vrij 1ste ronde: W van CUB López: 3-1 kwartfinale: W van CAN Garcia: 3-1 halve finale: W van AZE Hasanov: 3-0 finale: W van IND Kumar: 3-0                   |
| Sosuke Takatani     | -74kg (m)   | 16e         | kwalificatie: V van AZE Aliyev: 0-3 |
| Takao Isokawa       | -96kg (m)   | 8e          | kwalificatie: W van ASA Tuamoheloa: 5-0 1ste ronde: V van KGZ Musaev: 1-3                                                                                                  |
|                     |             |             | |
| Hitomi Obara        | -48kg (v)   | Goud        | kwalificatie: vrij 1ste ronde: W van TUN Mezien: 5-0 kwartfinale: W van SEN Sambou: 3-0 halve finale: W van CAN Huynh: 3-0 finale: W van AZE Stadnik: 3-0                  |
| Saori Yoshida       | -55kg (v)   | Goud        | kwalificatie: vrij 1ste ronde: W van USA Campbell: 3-0 kwartfinale: W van AZE Ratkevich: 3-0 halve finale: W van RUS Koblova: 3-0 finale: W van CAN Verbeek: 3-0           |
| Kaori Icho          | -63kg (v)   | Goud        | kwalificatie: vrij 1ste ronde: W van CAN Dugrenier: 3-0 kwartfinale: W van SWE Johansson: 3-0 halve finale: W van MGL Battsetseg: 3-0 finale: W van CHN Jing: 3-03         |
| Kyoko Hamaguchi     | -72kg (v)   | 11e         | kwalificatie: vrij 1ste ronde: V van KAZ Manyurova: 1-3 |
| Grieks-Romeins      |             |             | |
| Kohei Hasegawa      | -55kg (m)   | 10e         | kwalificatie: vrij 1ste ronde: W van BLR Tazhyieu: 3-0 kwartfinale: V van DEN Nyblom: 0-3                                                                                  |
| Ryūtarō Matsumoto   | -60kg (m)   | Brons       | kwalificatie: vrij 1ste ronde: W van TUR Bilici: 3-0 kwartfinale: W van FRA Belmadani: 3-0 halve finale: V van IRI Norouzi: 1-3 bronzen finale: W van KAZ Kebispayev: 5-0  |
| Tsutomu Fujimura    | -66kg (m)   | 13e         | kwalificatie: vrij 1ste ronde: V van USA Lester: 0-3 |
| Norikatsu Saikawa   | -96kg (m)   | 13e         | kwalificatie: vrij 1ste ronde: V van SWE Lidberg: 0-3 |

### Zeilen
| Olympiër                      | Onderdeel        | Resultaat | Prestatie                                                |
| ----------------------------- | ---------------- | --------- | -------------------------------------------------------- |
| Makoto Tomizawa               | RS:X (m)         | 28e       | 209 punten: (25-25-25-29-24-26-34-30-21-4)               |
| Ryunosuke Harada Yugo Yoshida | 470 (m)          | 18e       | 131 punten: (19-12-25-12-7-11-21-17-17-15)               |
|                               |                  |           |                                                          |
| Yuki Sunaga                   | RS:X (v)         | 21e       | 180 punten: (19-23-22-22-22-24-22-20-18-12)              |
| Manami Doi                    | laser radial (v) | 31e       | 253 punten: (29-32-31-27-26-36-30-22-27-29)              |
| Ai Kondo Wakako Tabata        | 470 (v)          | 14e       | 103 punten: (9-4-17-20-11-9-13-DSQ-13-8)                 |
|                               |                  |           |                                                          |
| Yukio Makino Kenji Takahashi  | 49er             | 18e       | 188 punten: (16-13-17-14-18-11-18-16-18-18-14-15-6-2-10) |

### Zwemmen
| Olympiër                                                                | Onderdeel             | Resultaat | Prestatie                                                                           |
| ----------------------------------------------------------------------- | --------------------- | --------- | ----------------------------------------------------------------------------------- |
| Ryosuke Irie                                                            | 100m rugslag (m)      | Brons     | serie 6: 3de in 53,56 halve finale 2: 2de in 53,29 finale: 3de in 52,97             |
| Ryosuke Irie                                                            | 200m rugslag (m)      | Zilver    | serie 4: 1ste in 1.56,81 halve finale 1: 2de in 1.55,68 finale: 2de in 1.53,78      |
| Kazuki Watanabe                                                         | 200m rugslag (m)      | 6e        | serie 3: 5de in 1.58,17 halve finale 2: 3de in 1.56,81 finale: 6de in 1.57,03       |
| Kosuke Kitajima                                                         | 100m schoolslag (m)   | 5e        | serie 6: 2de in 59,63 halve finale 1: 4de in 59,69 finale: 5de in 59,79             |
| Ryo Tateishi                                                            | 100m schoolslag (m)   | 10e       | serie 6: 4de in 59,86 halve finale 1: 7de in 59,93                                  |
| Kosuke Kitajima                                                         | 100m schoolslag (m)   | 4e        | serie 5: 2de in 2.09,43 halve finale 2: 4de in 2.09,03 finale: 4de in 2.08,35       |
| Ryo Tateishi                                                            | 100m schoolslag (m)   | Brons     | serie 4: 1ste in 2.09,37 halve finale 1: 3de in 2.09,13 finale: 3de in 2.08,29      |
| Takuro Fujii                                                            | 100m vlinderslag (m)  | 20e       | serie 5: 6de in 52,49                                                               |
| Takeshi Matsuda                                                         | 100m vlinderslag (m)  | 16e       | serie 6: 7de in 52,36                                                               |
| Kazuya Kaneda                                                           | 200m vlinderslag (m)  | 10e       | serie 3: 4de in 1.55,70 halve finale 2: 6de in 1.55,56                              |
| Takeshi Matsuda                                                         | 200m vlinderslag (m)  | Brons     | serie 4: 1ste in 1.55,81 halve finale 1: 1ste in 1.54,25 finale: 3de in 1.53,21     |
| Kosuke Hagino                                                           | 200m wisselslag (m)   | 5e        | serie 4: 1ste in 1.58,22 halve finale 2: 3de in 1.57,95 finale: 5de in 1.57,35      |
| Ken Takakuwa                                                            | 200m wisselslag (m)   | 6e        | serie 4: 4de in 1.58,82 halve finale 2: 4de in 1.58,31 finale: 6de in 1.58,53       |
| Kosuke Hagino                                                           | 400m wisselslag (m)   | Brons     | serie 3: 1ste in 4.10,01 (AS) finale: 3de in 4.08,94 (AS)                           |
| Yuya Horihata                                                           | 400m wisselslag (m)   | 6e        | serie 5: 5de in 4.13,09 finale: 6de in 4.13,30                                      |
| Kosuke Hagino Chiaki Ishibashi Yuki Kobori Takeshi Matsuda Sho Sotodate | 4x200m vrije slag (m) | 9e        | serie 1: 5de in 7.11,74                                                             |
| Takuro Fujii Ryosuke Irie Kosuke Kitajima Takeshi Matsuda               | 4x100m wisselslag (m) | Zilver    | serie 2: 2de in 3.33,64 finale: 2de in 3.31,26                                      |
| Yasunari Hirai                                                          | 10km open water (m)   | 15e       | 1:51.20,1                                                                           |
|                                                                         |                       |           |                                                                                     |
| Yayoi Matsumoto                                                         | 50m vrije slag (v)    | 35e       | serie 8: 8ste in 25,73                                                              |
| Haruka Ueda                                                             | 100m vrije slag (v)   | 16e       | serie 7: 5de in 54,35 halve finale 1: 8ste in 54,59                                 |
| Hanae Ito                                                               | 200m vrije slag (v)   | 16e       | serie 4: 5de in 1.48,93 halve finale 2: 8ste in 1.59,62                             |
| Aya Takano                                                              | 400m vrije slag (v)   | 26e       | serie 2: 3de in 4.12,33                                                             |
| Aya Terakawa                                                            | 100m rugslag (v)      | Brons     | serie 6: 3de in 59,82 halve finale 1: 2de in 59,34 finale: 3de in 58,83 (AS)        |
| Miyu Otsuka                                                             | 200m rugslag (v)      | 21e       | serie 2: 2de in 2.11,65                                                             |
| Mina Matsushima                                                         | 100m schoolslag (v)   | 16e       | serie 1: 5de in 1.07,69 halve finale 1: 8ste in 1.08,26                             |
| Satomi Suzuki                                                           | 100m schoolslag (v)   | Brons     | serie 5: 2de in 1.07,08 halve finale 1: 3de in 1.07,10 finale: 3de in 1.06,46       |
| Satomi Suzuki                                                           | 200m schoolslag (v)   | Zilver    | serie 3: 1ste in 2.23,22 halve finale 2: 2de in 2.22,40 finale: 2de in 2.20,72 (AS) |
| Kanako Watanabe                                                         | 200m schoolslag (v)   | 14e       | serie 4: 2de in 2.26,38 halve finale 1: 7de in 2.27,32                              |
| Natsumi Hoshi                                                           | 100m vlinderslag (v)  | 23e       | serie 5: 8ste in 59,06                                                              |
| Yuka Kato                                                               | 100m vlinderslag (v)  | 11e       | serie 4: 5de in 58,72 halve finale 1: 5de in 58,26                                  |
| Natsumi Hoshi                                                           | 200m vlinderslag (v)  | Brons     | serie 2: 1ste in 2.08,04 halve finale 1: 2de in 2.06,37 finale: 3de in 2.05,48      |
| Izumi Kato                                                              | 200m wisselslag (v)   | 14e       | serie 5: 5de in 2.13,85 halve finale 1: 7de in 2.14,47                              |
| Miyu Otsuka                                                             | 400m wisselslag (v)   | 12e       | serie 4: 4de in 4.39,13                                                             |
| Miho Takahashi                                                          | 400m wisselslag (v)   | 20e       | serie 3: 6de in 4.45,10                                                             |
| Hanae Ito Yayoi Matsumoto Miki Uchida Haruka Ueda                       | 4x100m vrije slag (v) | 7e        | serie 1: 3de in 3.38,06 (NR) finale: 7de in 3.37,96 (NR)                            |
| Hanae Ito Yayoi Matsumoto Aya Takano Haruka Ueda                        | 4x200m vrije slag (v) | 8e        | serie 1: 5de in 7.54,56 finale: 8ste in 7.56,73                                     |
| Yuka Kato Satomi Suzuki Aya Terakawa Haruka Ueda                        | 4x100m wisselslag (v) | Brons     | serie 2: 2de in 3.57,87 finale: 3de in 3.55,73 (NR)                                 |